# هارشاید
هارشاید (به آلمانی: Harscheid) یک شهر در آلمان است که در اهرویلر واقع شده‌است. هارشاید ۱۴۵ نفر جمعیت دارد.